# Crljenice
Crljenice (cyr. Црљенице) – wieś w Czarnogórze, w gminie Pljevlja. W 2011 roku liczyła 310 mieszkańców.